# Rsko
Rsko, pseudonimo di Riad Sako (Champigny-sur-Marne, ...), è un rapper e cantante francese di origine congolese.

## Biografia
Non si sa quasi nulla di Riad Sako, che è sempre stato molto riservato per quanto riguarda la sua vita privata, se non che è originario del quartiere di Bois-l'Abbé, situato a Champigny-sur-Marne
Secondo Mouv', emittente di Radio France, Rsko ha una ventina d'anni nel dicembre 2023. Pertanto, si può ipotizzare che il rapper sia nato nei primi anni 2000. Inoltre, la partecipazione al progetto 100% Congo del rapper Gradur rivela le sue origini congolesi.

## Carriera
Il suo nome d'arte, Rsko, lo accompagna sin dall'infanzia, quando comincia a rappare insieme ai suoi fratelli, Nsko e Krusty. Oltre all'hip hop francese, ascolta anche artisti statunitensi, come 2Pac e T-Pain.
Inizialmente accompagna e sostiene il trio hip hop L2B Gang, originario del suo stesso quartiere, facendo una sessione in studio con loro. Non diventa tuttavia il quarto membro del gruppo, avviando invece una carriera solista. Pubblica il suo primo singolo, Porsche, nel maggio 2020, facendosi notare per il suo stile cantato più che rappato, ispirato a Fetty Wap. Successivamente firma con Elektra France, l'etichetta di musica urban sotto Warner Music France.
Nel luglio 2021 pubblica En chemin, un EP di 6 tracce. In particolare, il brano Sal histoire, tratto dall'EP, si rivela un grande successo su TikTok. L'anno seguente collabora con Tiakola nel singolo Gasolina, che viene certificato disco di diamante.
Il suo primo album in studio esce l'8 luglio 2022, e si intitola LMDB, acronimo di La mélodie des banlieues. Composto di 16 tracce, il progetto presenta le collaborazioni della L2B Gang, di Tiakola, Gazo, Chily, Rapi Sati & Liim's. Il 15 dicembre l'album viene ripubblicato con l'aggiunta del remix di Contvct, realizzato insieme ad Aya Nakamura, oltre ad una nuova collaborazione con Tiakola.
Il 3 novembre 2023 viene reso disponibile il secondo album, dal titolo Memory.

## Stile musicale
Rsko affronta spesso il tema dell'amore nelle sue canzoni, ma non si tratta solitamente di esperienze da lui vissute. Secondo Mouv', i principali punti di forza di Rsko sono le topline e la sua capacità di creare melodie. Come l'amico Tiakola, si definisce melomane.
L'artista ha indicato nei rapper di Atlanta, come Gunna, Lil Baby e Rylo Rodriguez, le sue principali fonti d'ispirazione, senza però dimenticare la musica congolese, come quella di Fally Ipupa.

## Discografia

### Album in studio
- 2022 – LMDB
- 2023 – Memory

### Extended play
- 2021 – En chemin
- 2024 – En chemin II